# Sant Martí d'Albera (església)

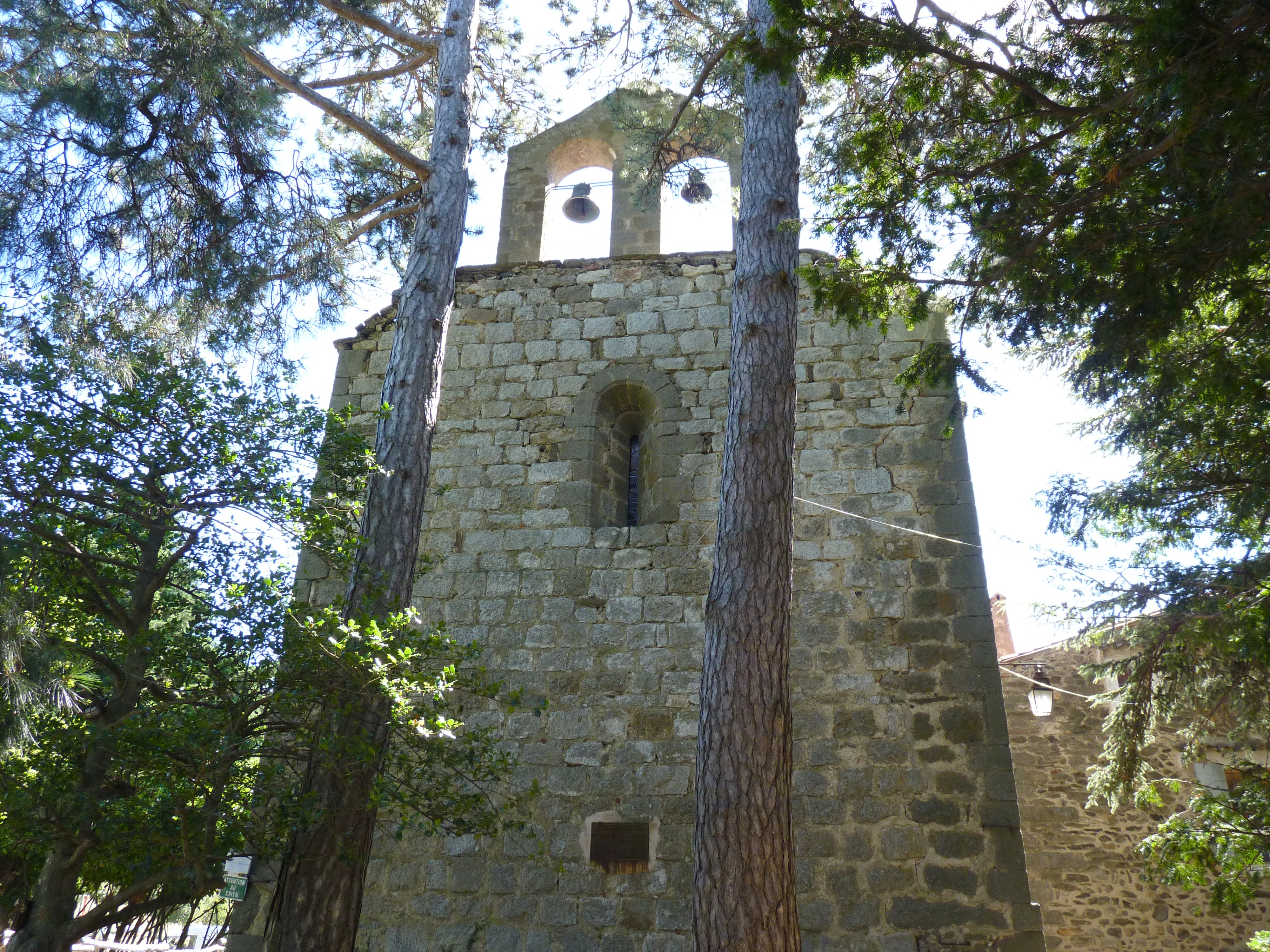
Façana occidental de l'església

Sant Martí d'Albera és l'antiga església parroquial del poble nord-català de Sant Martí d'Albera, al Vallespir. Actualment no fa d'església parroquial, ja que no té la categoria d'església parroquial i, a més, és de propietat privada.
Està situada en el minúscul poble de Sant Martí d'Albera, ja que l'hàbitat majoritari del llogaret és el dispers o disseminat.

## Història
L'origen d'aquesta església és una cel·la monàstica benedictina esmentada en un precepte de Carles el Calb, del 844, en què es confirma el seu lligam amb Sant Hilari de Carcassona, on és anomenada Sancti Martini in Monte Furcato. El 967 encara apareix la denominació de Monte Forcheto.
A finals del segle xiii, la jurisdicció del terme de Sant Martí d'Albera és atribuïda a Berenguera, vídua de Guillem des Güell, i el segle xv apareix lligada als Pontós. Al llarg de l'edat moderna encara és esmentada com a Sant Martí de Coll Forcat, tot i que a poc a poc es va imposant el nom de Sant Martí d'Albera.
L'església va esdevenir parroquial del poble homònim, tot i que amb el pas del temps va esdevenir sufragània de la de Sant Joan, fins que més tard es convertí en una simple capella rural de propietat particular. En l'actualitat pertany a la família dels Besombes, als quals cal demanar permís per a visitar-la.

## Arquitectura
Es tracta d'una església de dimensions mitjanes, d'una sola nau amb absis semicircular a llevant. La nau és coberta d'una volta seguida, força apuntada. La volta de l'absis és ametllada, i comunica amb la nau per un arc de doble plec apuntat, que fa d'arc triomfal. Als peus dels murs laterals hi ha restes de bancs d'obra.
Hi destaca la portalada, situada a la façana meridional, bastant a prop de l'occidental. Està formada per quatre arcs en gradació, amb llinda i timpà d'una sola peça, sense ornamentació. Els arcs són formats per dovelles no gaire llargues i força amples. Els tres arcs més exteriors presenten una motllura, a més de la superior, format per un escacat. Tres finestres són presents a l'església: dues a la façana de migdia i una al centre de l'absis.
El temple actual és de finals del segle xii o primers anys del XIII, i el temple anterior, de l'XI és desaparegut. Conserva una pica baptismal ovoide, monolítica, sense decoració. En canvi, un forrellat romànic que hi hagué a la porta, que està documentat, ja no hi és.